# オスマン帝国領ハンガリー
オスマン帝国領ハンガリーでは、1541年から1699年までオスマン帝国の支配を受け、今日ではハンガリーに属する地域について記す。

## 歴史
16世紀までに、オスマン帝国の勢力が徐々に強まり、バルカン半島を占領していく間、ハンガリー王国は中世後期の農民暴動で弱体化していった。ラヨシュ2世時代（1516年 - 1526年）、国内の衝突が貴族を二分していた。

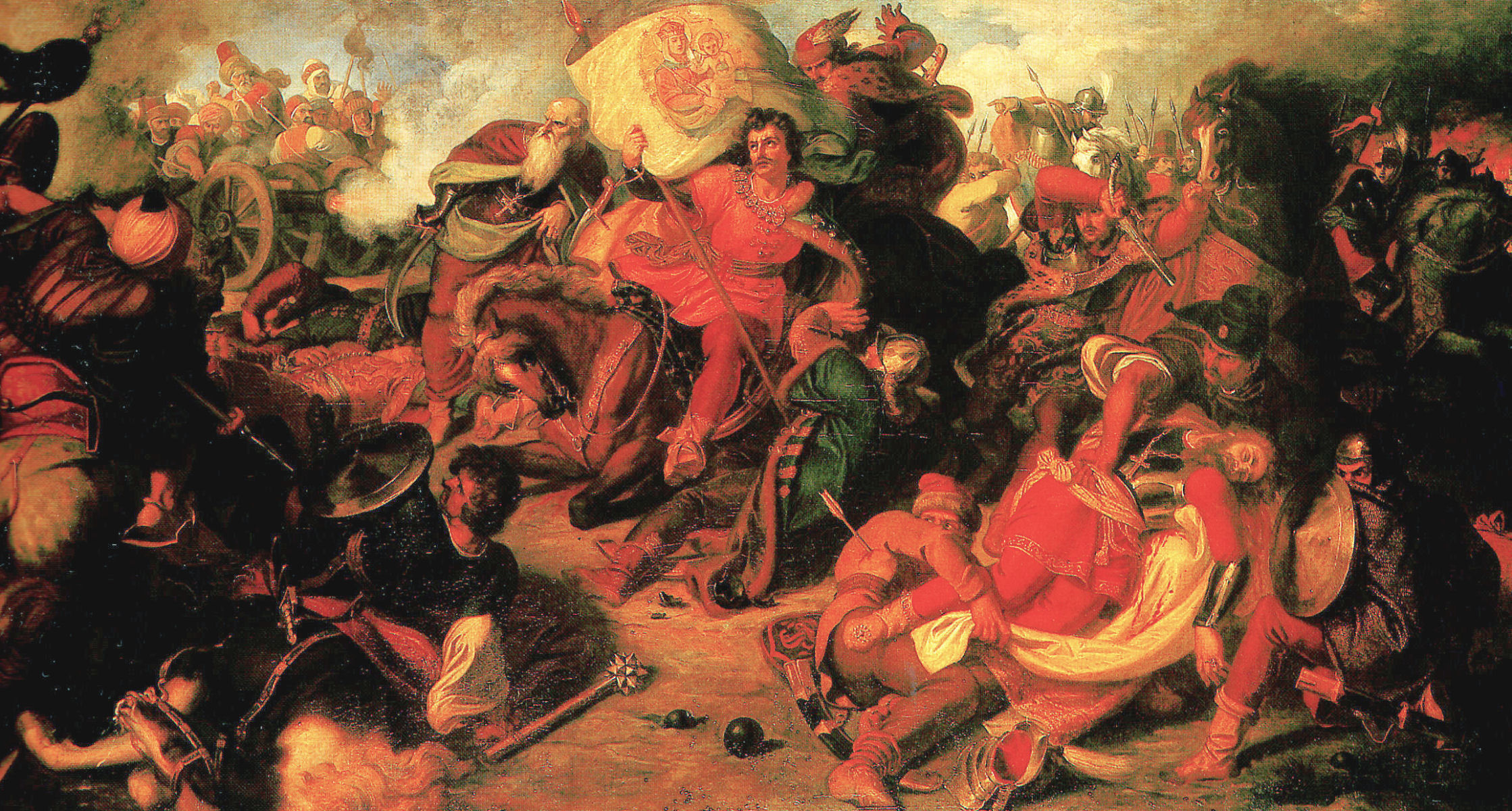
モハーチの戦い

1521年のベオグラード陥落後、スレイマン1世（在位：1520年 - 1566年）は、弱体化したハンガリー王国に攻撃を加えることをためらわず、10万人の敵に対して2万6千人と数に劣る上に指揮も拙いハンガリー軍は、1526年8月29日にモハーチの戦いで敗れた。スレイマンがこのようにしてハンガリーに影響を及ぼすようになる一方、戦死したラヨシュ2世の後継のハンガリー王位を巡って、スレイマン1世に半従属状態となっていたサポヤイ・ヤーノシュと、スレイマンの敵であるオーストリア大公（のちの神聖ローマ皇帝）フェルディナントが相争った。スレイマンはさらに進撃してオーストリア軍を壊滅させようと企図し、1529年にはウィーンを包囲（第一次ウィーン包囲）したが、冬の到来で退却を余儀なくされ、ウィーン攻略は失敗に終った。ハンガリー王位は、1540年までサポヤイ・ヤーノシュとフェルディナントの間で争われた。1541年にオスマン帝国軍によってブダ（現在のブダペストの一部）が制圧された後、ハンガリーの西部と北部はハプスブルク家を王として承認してハプスブルク領ハンガリー王国となり、中央部と南部はオスマン帝国軍が占領しオスマン帝国領ハンガリーとなり、東部はサポヤイの息子が東ハンガリー王国の名のもとに支配し、1570年以後トランシルヴァニア公国と呼ばれた。
オスマン帝国の統治時代、ハンガリーの平和は危ういものであった。ハプスブルク家はムスリムの侵略者から国土を解放する計画を推し進め、また仲介者の協力を得て対抗宗教改革を推進した。オスマン帝国は、1620年、さらに1683年の第二次ウィーン包囲では、オスマン帝国領ハンガリーを拠点として用い、神聖ローマ帝国と新教徒との間の対立を利用しようと試みた。
この頃、ハンガリーでは変化が起こり始めた。広大な国土は人口が希薄で、森林で覆われていた。氾濫原は沼地となっていった。占領者であるトルコ人たちの暮らしも不安定であった。冷酷な新しい主人から小作農が森や湿地へ逃げ、ゲリラ隊ハイドゥー軍（Hajdú）を結成した。長く連なる国境沿いの砦を維持するため、ハンガリーからの歳入の多くは使い果たされてしまい、結局ハンガリーはオスマン帝国を消耗させることとなった。しかし、経済の一部は繁栄した。広大な未開地域に、南ドイツや北イタリアへと移されるウシを町が飼育した。数年で、輸出されたウシは500,000頭に達した。ワインはボヘミア、モラヴィア方面、オーストリア、ポーランドへ売買された。
しかし絶え間ない戦争の終わりには、トルコ人支配とハプスブルク家の抑圧が国土を荒廃させていた。
1683年の第二次ウィーン包囲で、カラ・ムスタファ・パシャ率いるオスマン軍が、ヤン3世ソビエツキ指揮のポーランド＝神聖ローマ帝国連合軍に敗退したことは、オスマン帝国の衰退の始まりを決定づける出来事となり、最終的にこの地域の力の均衡を揺るがすことになった。1699年に大トルコ戦争を終わらせたカルロヴィッツ条約の締結で、オスマン帝国はハンガリー王国から奪い取った領土のほぼ全てをハプスブルク家へ割譲した。この条約に伴い、ハプスブルク家はハンガリー王位を継承することとなった（それまでは旧ハンガリー王国の北部と西部であるハプスブルク領ハンガリー王国しか領有していなかった）。

## 行政

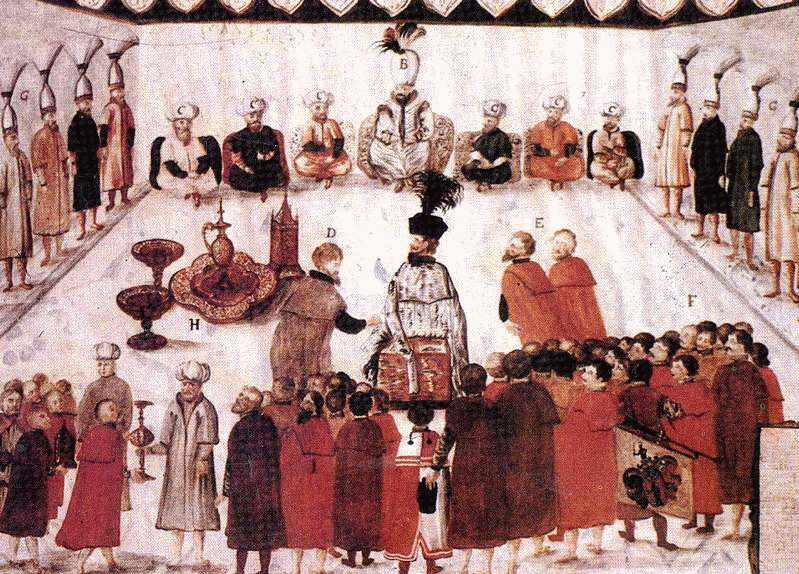
スルタンの使節を迎えるブダのパシャ

オスマン帝国の最高位の官僚がブダのパシャとなり、オスマン帝国領ハンガリーはいくつかのサンジャク（県）に分割された。パシャとサンジャクのベグ（県知事）は行政、司法、防衛に責任を負っていた。 オスマン帝国の関心は、この領土の支配権を確保することにしかなかった。大宰相府（オスマン帝国の支配機構またはその長を示すのに用いられる言葉）は独占的な土地所有者であり、自身の権益として土地の約20％を管理し、その残りは軍人と文官に割り当てた。新しい地主の主要な関心は、その地所からできるだけ早くより多くの富を搾取することにあった。首都イスタンブールに対するハンガリーの主たる重要性は、税の徴収にあった。税収は、税金を徴収する前述の地主にはわずかしか残らなかった。貴族のほとんどと、多数の都市住民が、ハプスブルク領ハンガリー王国へ移住していった。戦争、奴隷の獲得、そして領地を失った貴族たちの移住が、地方の人口減少を引き起した。しかし、トルコ人たちは宗教的寛容を実践し、オスマン帝国内に居住する多様な民族集団が内部問題においてかなりの自治権を持つことを許した。町は一部の自治を保持し、美術工芸と貿易を通じて富裕な中間階級が出現した。

## 文化
ハプスブルク家との絶えざる武力衝突にもかかわらず、いくつもの文化的中心がオスマン帝国の遙か僻地のこの地に花開いた。古典様式時代のオスマン建築の優れた例は、有名な一大中心地であるイスタンブールとエディルネで見られるが、モスク、橋、泉、風呂、学校が建造されたハンガリーでも見ることができた（なお、ハプスブルク家の征服後にこれら建造物の大半が破壊された。今日では、ごくわずかしか残っていない）。ルダシ浴場（Rudas fürdő、ブダにある）の建築によってトルコ式風呂が導入されたことは、ハンガリーでの長いトルコ式風呂の伝統の始まりとなった。少なくとも75のハンマーム（蒸し風呂）がトルコ支配時代に建てられた。

### イスラームの学校
17世紀、165の初等学校（mekteb）と77の中等学校兼高等教育機関マドラサが、39の主要な市町で運営された。初等学校では筆記、基礎的な算数、クルアーン（コーラン）の朗読と重要な祈祷を教えた。マドラサは、イスラーム宗教学、イスラーム法、自然科学の範囲で中等及び高等教育を実施した。マドラサのうち12校がブダで運営されていた。ペーチで5校、エゲルとエジェクはどちらも4校であった。オスマン帝国領ハンガリーで最も有名なマドラサはブダにあり、ボスニア人大宰相ソコルル・メフメト・パシャがハンガリーを統治した期間（1566年 - 1578年）に建てたものである。
モスクでは、人々はただ祈るだけでなく、読み書き、コーランの朗読、そして祈祷を教わった。説教は、政治教育の最も効果的な形態であった。モスクの他に数多くの初等及び中等学校があり、イスラーム修道僧の修道会による修道院も文化と教育の中心であった。文化の拡大は図書館により後押しされた。ブダにあるソコルル・メフメト・パシャ学校図書館には、イスラーム宗教学に加え、イスラームの他の文学、弁論術における作品、詩歌、天文学、音楽、建築そして医学の本が収蔵されていた。

## 信仰

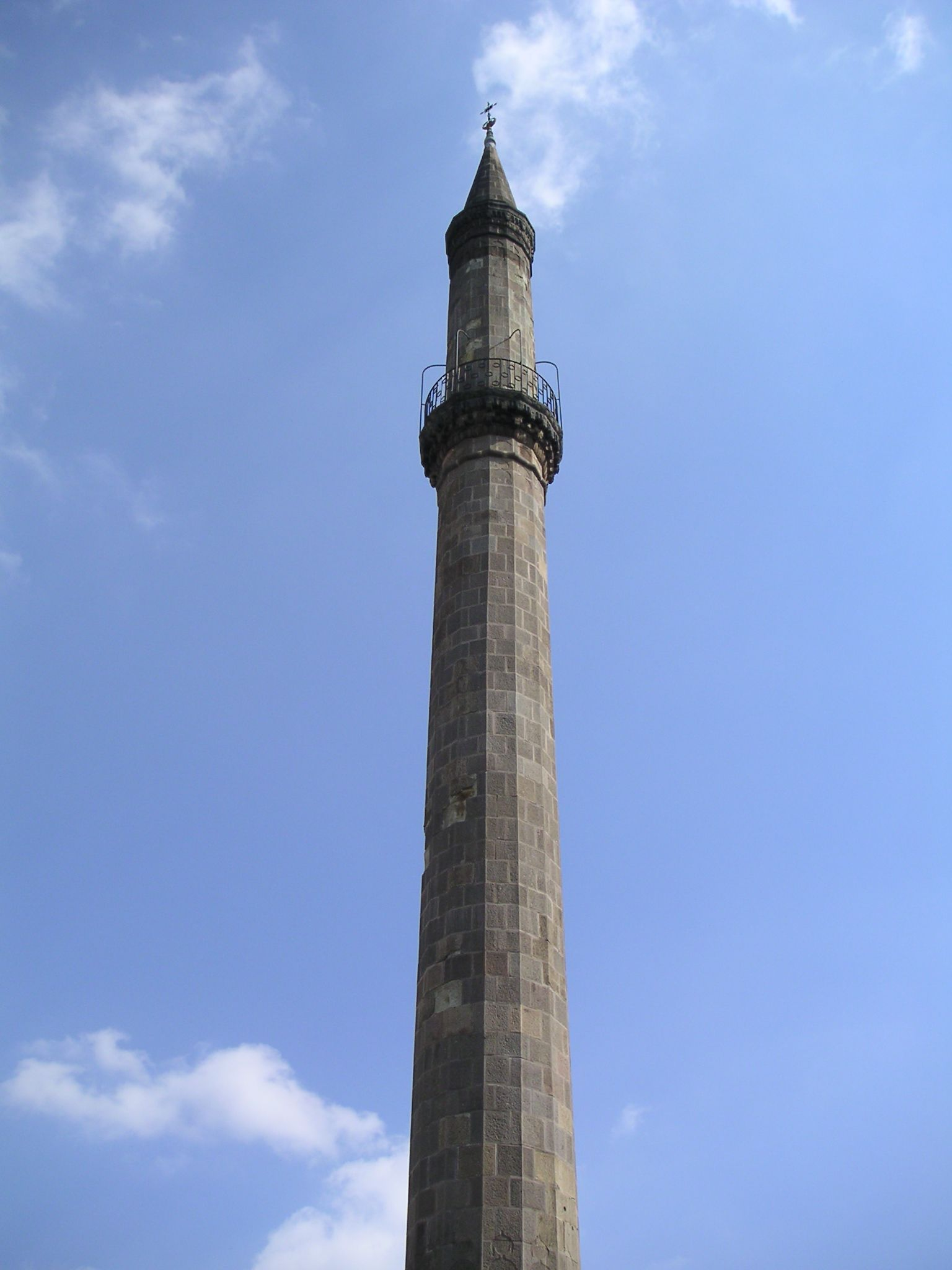
エゲルにあるミナレット

オスマン帝国は宗教的寛容を慣例とし、そのためにキリスト教は禁止されなかった。しかし、8万人ともいわれるイスラーム教徒の移民と並んで多くのイスラーム教への改宗者がおり、少数派であるイスラーム教徒の絶え間ない増加に寄与した。イスラーム教徒の宗教生活は、新たに建てられたり、古いキリスト教教会からつくり変えられたモスクとdjamisにより監督されていた。モスクの奉仕者への支払いは教会の維持と同様、オスマン国家または慈善団体の責務であった。
イスラーム正統派に加え、数多くのダルヴィーシュ（イスラーム修道僧）共同体が繁栄した。最も重要なものとしては、スーフィズムの一つであるベクタシュ教団（Bektashi）、アレヴィー派、メヴレヴィー教団がある。有名なブダのギュル・ババ修道院（Gül Baba monastery）は、ベクタシュ教団に属する60人のダルヴィーシュを保護していた。この修道院はイェニチェリの基地に近いところにあり、3代目ブダ知事ヤヒヤパシャザーデ・メフメド・パシャ（Jahjapasazáde Mehmed Pasha）によって建てられた。ブダペストにある有名なダルヴィーシュで詩人のギュル・ババ（Gül Baba）の霊廟は、今日ではイスラーム巡礼の最北地となっている。
その他の当時の有名な修道院としては、アレヴィー派ダルヴィーシュのものがある。1576年前後に、シゲトヴァールにあるスレイマン1世の霊廟の隣に建てられ、たちまち一帯の宗教的・文化的中心地となった。その修道院(zavije)の有名な院長は、ボスニア人のセイフ・アリ・デデ（Sejh Ali Dede）であった。その他の有名な修道院として、ペーチのヤコヴァリ・ハッサン・パシャ（Jakovali Hassan Pasha）修道院がある。そこの最も傑出した院長は、ペーチ生まれのトルコ人で、メヴレヴィー教団のダルヴィーシュ、ペチェヴィ・アーリフィ・アフメド・デデ（Pecsevi Árifi Ahmed Dede）であった。

## 参照
- Encyclopaedia Humana Hungarica: Cross and Crescent: The Turkish Age in Hungary (1526-1699)
- Balázs Sudár: Baths in Ottoman Hungary in "Acta Orientalia Academiae Scientiarum Hungaricae", Volume 57, Number 4, 7 December 2004, pp. 391-437(47)